# Gorenje Mraševo
Gorenje Mraševo este o localitate din comuna Novo mesto, Slovenia, cu o populație de 39 de locuitori.